# LA Shorts Fest
Il Los Angeles International Short Film Festival, più conosciuto come LA Shorts Fest, è un festival cinematografico di cortometraggi fondato da Robert Arentz nel 1997.
I vincitori del festival hanno la possibilità di essere qualificati per il Premio Oscar, il British Academy of Film and Television Arts, l'Academy of Canadian Cinema and Television.
47 dei filmmaker che hanno ottenuto un premio al LA Shorts Fest sono poi stati nominati al Premio Oscar. Fra di loro, 11 hanno vinto un Academy Award.

## Albo d'oro
- 2016
  - Shame, regia di Paul Hunter, premio Best of Fest
  - Love is a Sting, regia di Vincent Gallagher, premio Best Foreign Film
  - Complices, regia di Mathieu Mortelmans, premio Best Drama
  - The Eleven O'Clock, regia di Derin Seale, premio Best Comedy
  - Schirkoa, regia di Ishan Shukla, premio Best Animation
  - Munich '72 and Beyond, regia di Stephen Crisman, premio Best Documentary
  - Nimmer, regia di Lieven Vanhove, premio Best Experimental
- 2015
  - Winter Light, regia di Julian Higgins, premio Best of Fest
  - Stutterer, regia di Benjamin Cleary, premio Best Foreign Film (nel 2016 premio Oscar al miglior cortometraggio)
  - The Parker Tribe, regia di Jane Baker, premio Best Comedy
  - Grooming, regia di Kaushik Sampath, premio Best Drama
  - The Gnomist, regia di Sharon Liese, premio Best Documentary
  - The Ballad of the Homeless, regia di Monica Manganelli, premio Best Animation
  - The Weatherman and the Shadowboxer, regia di Randall Lloyd Okita, premio Best Experimental
  - Aden, regia di Gary H. Lee, premio Best Cinematography a Justin Gurnari